# Erythrogonia relegata
Erythrogonia relegata är en insektsart som beskrevs av Medler 1963. Erythrogonia relegata ingår i släktet Erythrogonia och familjen dvärgstritar. Inga underarter finns listade i Catalogue of Life.